# قانون أوكون

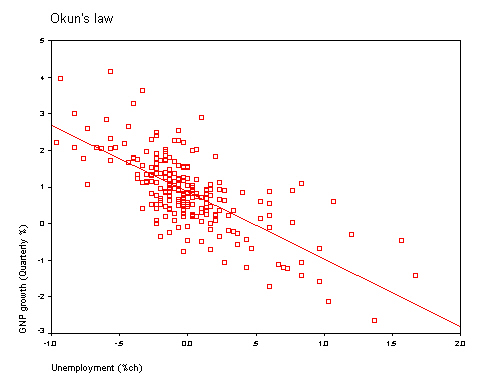

في علم الاقتصاد، يعد قانون أوكون (الذي سُمي على اسم آرثر ملفين أوكون، الذي اقترح العلاقة في عام  1962) علاقة ملاحظة تجريبية بين البطالة والخسائر في إنتاج أي بلد. تعتبر رواية «الفجوة» أنه في مقابل كل زيادة بنسبة 1% على معدل البطالة، فإن الناتج المحلي الإجمالي لأي دولة سوف يكون أقل بحوالي 2% إضافية من الناتج المحلي الإجمالي المحتمل. تُمثل رواية «الاختلاف» العلاقة بين التغيرات الفصلية للبطالة والتغيرات الفصلية في الناتج المحلي الإجمالي الحقيقي.

## علاقة ناقصة
قد يطلق على قانون أوكون اسم «قاعدة أوكون لإبهام اليد»، وذلك لأنه أقرب إلى الواقع استنادًا إلى الملاحظة التجريبية وليس إلى نتيجة مستمدة من كلام نظري. يعتبر قانون أوكون تقريبيًا بسبب وجود عوامل أخرى غير توظيف اليد العاملة (مثل الإنتاجية) تؤثر على الناتج. في البيان الأصلي لأوكون حول قانونه، تعادل الزيادة في الناتج بنسبة 2% انخفاضًا في معدل البطالة الدورية بنسبة 1%؛ وزيادة 0.5% في مشاركة القوى العاملة؛ وزيادة 0.5% في ساعات العمل لكل موظف؛ وزيادة بنسبة 1% في الناتج عن كل ساعة عمل (إنتاجية العمل).
نص قانون أوكون على أن الزيادة بمقدار نقطة واحدة في معدل البطالة الدوري ترتبط بنقطتين مئويتين من النمو السلبي في الناتج المحلي الإجمالي الحقيقي. تختلف العلاقة باختلاف البلد وفترة الدراسة المُعتبرة.
خضعت هذه العلاقة للاختبار من خلال تراجع نمو الناتج المحلي الإجمالي أو الناتج القومي الإجمالي فيما يتصل بالتغيير في معدل البطالة. قدر مارتن براتشوني انخفاض الناتج بنسبة 3% مقابل كل زيادة بنسبة 1% في معدل البطالة، إلا أنه ذكر أن غالبية هذا التغيير في الناتج ترجع في الواقع إلى تغيّرات في عوامل أخرى غير البطالة، مثل استغلال الإمكانيات وساعات العمل. من المؤكد أن الإبقاء على هذه العوامل الأخرى يقلص بشكل ثابت على الارتباط بين البطالة والناتج المحلي الإجمالي إلى نحو 0.7% مقابل كل تغيير بنسبة 1% في معدل البطالة (براتشون 1993). يظهر أن مدى هذا الانخفاض يتراجع بمرور الوقت في الولايات المتحدة. حسب أندرو أبل وبن برنانكي، تشير التقديرات المستندة إلى بيانات مستمدة من السنوات الأخيرة إلى انخفاض نسبته 2% في الناتج عن كل زيادة مقدارها 1% في البطالة (أبل وبرنانكي 2005).
هناك العديد من الأسباب التي قد تؤثر بالسرعة التي يزيد بها الناتج المحلي الإجمالي أو ينخفض أكثر من ارتفاع سبة البطالة أو نقصانها:
- خفض التأثير المضاعف الناجم عن تداول الأموال من الموظفين.
- قد ينسحب العاطلون عن العمل من القوة العاملة (التوقف عن البحث عن العمل)، وذلك بعد التوقف عن عدّهم ضمن إحصائيات أرقام البطالة.
- قد يعمل العمال الموظفون لساعات أقل.
- قد تنخفض إنتاجية العمل، ربما لأن أصحاب العمل يحتفظون بعدد من الموظفين أكبر ممن هم بحاجة إليه.

إحدى الآثار المترتبة على قانون أوكون هي أن الزيادة في إنتاجية العمل أو الزيادة في حجم قوة العمل قد تعني أن الناتج الصافي الحقيقي ينمو من دون انخفاض صافي معدلات البطالة (تُدعى تلك الظاهرة بـ «النمو رغم وجود البطالة»).
كثيرًا ما يتم الخلط بين قانون أوكون وإجراء «وتر لوكاس».

## الفائدة
من خلال المقارنة بين البيانات الفعلية والتنبؤ النظري، يثبت قانون أوكون أنه أداة قيمة في التنبؤ بالنّزعات بين البطالة والناتج المحلي الإجمالي الحقيقي، إلا إن دقة البياناتي التي خرج بها قانون أوكون نظريًا تُثبت أنها غير دقيقة تمامًا عند مقارنتها بأرقام العالم الواقعي. يعود ذلك إلى الفروق في معامل أوكون. يستنتج كثيرون، بمن فيهم المصرف المركزي الأسترالي، أن المعلومات التي أثبتها قانون أوكون مقبولة بدرجة معينة. توصلت بعض النتائج إلى أن قانون أوكون يميل إلى تحقيق معدلات أعلى من الدقة فيما يتعلق بالتوقعات قصيرة المدى، بدلًا من التوقعات طويلة المدى. خلص الخبراء إلى أن هذا صحيح بسبب ظروف السوق غير المتوقعة التي قد تؤثر على معامل أوكون.